# Modione
Il Modione (anticamente Selino o Selinus) è un fiume della Sicilia occidentale che scorre nel territorio della Provincia di Trapani.

## Descrizione
È un fiume di scarsa portata, della lunghezza di 27 km, che nasce nel territorio di Santa Ninfa (in contrada Tre Serroni), attraversa il territorio dei comuni di Santa Ninfa, Partanna e Castelvetrano e che sfocia nel mar Mediterraneo nella località di Marinella di Selinunte.
La portata del fiume doveva senz'altro essere maggiore nelle epoche antiche. Lo testimonia la presenza, lungo il fiume Modione, di ben 14 antichi mulini, che sono denominati: Scaglio, Terzi, Guirbi, San Giovanni, Mezzo e Garofalo (del XV secolo), Messerandera, San Nicola, Mulinello, Paratore, Mangogna, Errante, La Rocca e Garibaldi.

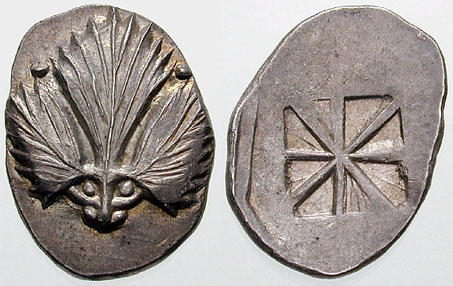
Monete ritrovate presso Selinunte raffigurante il selinòn, da cui prende il nome.

Oggi sono tutti inattivi.

## Storia
Gli antichi Greci lo chiamarono Selinus o Selino e nei pressi della sua foce, sul massiccio calcareo che separa il fiume dal vicino fiume Cottone, fondarono la colonia che prese il nome di Selinunte. Proprio l'antica è così chiamata per "selinòn", ovvero il nome del sedano selvatico che abbondante cresceva sulle sue sponde, riscontrabile anche sul simbolo di alcune monete greche lì ritrovate.
Sulle sponde della sua foce sorgeva anticamente uno dei due porti di Selinunte, gran parte interrato, ma del quale oggi risultano ancora visibili dei grossi basolati.
Ad ovest del fiume si trova la "grande città dei morti" formata dalla estesa necropoli di "Manicalunga", di circa 3 km², che inizia nei pressi del santuario di Demetra Malophoros.
Ad est del fiume Modione un'altra necropoli, detta "Manuzza", in contrada Galera-Bagliazzo, con una superficie di quasi 4500 metri quadrati e una terza, in località "Buffa".